# Jan Trefulka
Jan Trefulka, né le 15 mai 1929 à Brno et mort le 22 novembre  2012 dans la même ville, est un écrivain, traducteur, critique littéraire et journaliste tchèque.

## Biographie
Il fréquente l'école avec Milan Kundera avec qui il lie des liens d'amitié qui dureront toute leur vie.
Critique du régime communiste, en 1950, avec Milan Kundera, il est exclu du Parti communiste de Bohême et Moravie pour « activités anti-parti. » Dans le même temps, il est expulsé de l'université Charles de Prague  où il étude la littérature et de l'esthétique. Trefulka a écrit à propos de son altercation avec le parti communiste dans son premier roman Pršelo Stesti jim (Bonheur pleut sur eux, 1962). Trefulka  participe à Samizdat - l'édition et la distribution de la littérature censurée sous le régime communiste, et a été l'un des signataires de la Charte 77.
Trefulka a du mal à trouver du travail dans le pays après l'invasion soviétique de la Tchécoslovaquie en 1968. Il a passé du temps au chômage et travaille comme ouvrier.
Après la révolution de velours et la chute du régime communiste en 1989, il devient plus actif dans la vie publique, devient président de l'Association des écrivains de Moravie-Silésie et membre du  premier Conseil de la Télévision tchèque.

## Œuvres
- Pršelo jim štěstí  (1962)
- O bláznech jen dobré (1973)
- Velká stavba (1973)
- Zločin pozdvižen (1978)
- Svedený a opuštěný (1983)
- Bláznova čítanka (1998) une collection  de l'œuvre de  Trefulka publié dans  Samizdat.

## Œuvres traduites en français
- Hommage aux fous, [« O Bláznech jen dobré »], trad. de Barbora Faure, Paris, éditions Gallimard, coll. « Du monde entier », 1986, 207 p.  (ISBN 2-07-070619-2)
- Séduit et abandonné, [« Svedený a opuštěný »], trad. de Barbora Faure, Paris, éditions Gallimard, coll. « Du monde entier », 1990, 182 p.  (ISBN 2-07-071616-3)
- Le Grand Chantier, [« Velka stavba »], trad. de Barbora Faure, Paris, éditions L’Esprit des péninsules, coll. « De l'Est », 1999, 138 p.  (ISBN 2-910435-71-7)